# А (буква старомонгольского алфавита)
ᠠ (монг. а үсэг, а усэг; маньчж. ᡥᡝᡵᡬᡝᠨᡳ ᠠ, хэргэни а) — первая буква старомонгольского алфавита, используемая для записи монгольского, калмыцкого, ойратского, эвенкийского, маньчжурского и сибинского языков, ранее также использовавшаяся в бурятском языке.

## Использование
В чахарском диалекте монгольского языка обозначает звук [ɑ], а в халхаском — [a], [ə] или нуль.
В тодо-бичиг — разновидности старомонгольского письма, использовавшейся для записи калмыцкого и ойратского языков XVII века и до сих пор используемой ойратами Китая, — обозначает звук [a], а для обозначения долгого звука [aː] используется буква а в сочетании со специальным знаком удан (ᡃ) — ᠠᡃ.
В эвенкийском алфавите на основе старомонгольского письма, используемом в Китае, также обозначает звук [a], в латинском варианте алфавита ей соответствует буква A a.
В маньчжурском алфавите буква обозначает звук [a].
В бурятском алфавите на основе старомонгольского письма также обозначала звук [a].
В али-гали использовалась иная форма буквы а — ᢇ.

## Происхождение
А усэг происходит от староуйгурской буквы алеф (изолированная и начальная формы — от удвоенной буквы алеф), в свою очередь происходящей от согдийской буквы алеф (𐼰).

## Написание
В зависимости от позиции в слове начертание буквы а различно:
- при отдельном написании состоит из двух элементов: титэм и орхица (откидная черта) — ᠠ;
- в начале слова состоит из титэма и ацага — ᠠ‍ или из двух ацагов;
- в середине слова состоит из одного ацага (маньчж. а тучибу) — ‍ᠠ‍;
- в конце слова пишется только орхица — ‍ᠠ или цацлага (маньчж. уньчэхэнь) — ‍ᠠ᠋.

Изолированная «А» (титэм и орхица)
Изолированная «А» (титэм и цацлага)
«А» в начале слова (титэм и ацаг)
«А» в середине слова (ацаг)
«А» в середине слова (два ацага)
«А» в середине слова (титэм)
«А» в конце слова (орхица)
«А» в конце слова (цацлага)

Изолированная долгая «А» (в тодо-бичиг)
Долгая «А» в начале слова (в тодо-бичиг)
Долгая «А» в середине слова (в тодо-бичиг)
Долгая «А» в конце слова (в тодо-бичиг)

Изолированная «А» (в али-гали)
Изолированная «А» (альтернативная форма в али-гали)
«А» в конце слова (в али-гали)
«А» в конце слова (альтернативная форма в али-гали)
«А» в конце слова (альтернативная форма в али-гали)
«А» в конце слова (альтернативная форма в али-гали)